# Duyes
Pour les articles homonymes, voir Duyes (homonymie).
Les Duyes sont un torrent du Sud de la France qui prend sa source dans les Alpes-de-Haute-Provence sur la commune des Hautes-Duyes. C'est un affluent de la Bléone, entre les communes de Mallemoisson et Mirabeau.

## Géographie
La longueur de son cours d'eau est de 25,2 km.

### Communes et cantons traversés
Dans le seul département des Alpes-de-Haute-provence, les Duyes traverse huit communes et un seul canton :
- dans le sens amont vers aval : Hautes-Duyes (source), Le Castellard-Mélan, Thoard, Barras, Champtercier, Aiglun, Mallemoisson, Mirabeau (confluence).

Soit en termes de cantons, les Duyes prend source, traverse et conflue dans le même canton de Digne-les-Bains-Ouest, dans l'arrondissement de Digne-les-Bains.

## Toponymie
Le nom de la rivière les Duyes était l’Esduye autrefois,,.